# Harpactocrates
Harpactocrates es un género de arañas araneomorfas de la familia Dysderidae. Se encuentra en España,  Francia, Italia, Suiza, Turquía y Georgia.

## Lista de especies
Según The World Spider Catalog 12.0:
- Harpactocrates apennicola Simon, 1914
- Harpactocrates cazorlensis Ferrández, 1986
- Harpactocrates drassoides (Simon, 1882)
- Harpactocrates escuderoi Ferrández, 1986
- Harpactocrates globifer Ferrández, 1986
- Harpactocrates gredensis Ferrández, 1986
- Harpactocrates gurdus Simon, 1914
- Harpactocrates intermedius Dalmas, 1915
- Harpactocrates meridionalis Ferrández & Martin, 1986
- Harpactocrates radulifer Simon, 1914
- Harpactocrates ravastellus Simon, 1914
- Harpactocrates trialetiensis Mcheidze, 1997
- Harpactocrates troglophilus Brignoli, 1978